# Kevade
Kevade (lente) is een Estse film uit 1969 onder regie van Arvo Kruusement en gebaseerd op het gelijknamige boek van Oskar Luts.
In 2002 werd de film, na een peiling onder recensenten en journalisten, uitgeroepen tot de beste Estse film ooit gemaakt.
De film kent 3 vervolgfilms: Suvi (zomer) uit 1976, Sügis (herfst) uit 1990 en Talve (winter) uit 2020.

## Verhaal
De film volgt het leven van een jongen in een Ests boerendorpje.